# Laudate Deum
Laudate Deum („Lobt Gott“) ist ein  Apostolisches Schreiben von Papst Franziskus und führt die Enzyklika Laudato si’ fort. In seiner Schrift ruft  Franziskus zu einem konsequenten Handeln in der Klimakrise auf und wendet sich gegen die Leugnung des Klimawandels.
Das Schreiben wurde am 4. Oktober 2023, dem Fest des heiligen Franz von Assisi, unterzeichnet und in arabischer, deutscher, englischer, französischer, italienischer, polnischer, portugiesischer und spanischer Sprache veröffentlicht. Der Termin wurde in Hinblick auf die UN-Klimakonferenz in Dubai 2023 gewählt, die vom 30. November bis 12. Dezember 2023 stattfindet.

## Titel und Form
Als Titel gelten, wie bei päpstlichen Texten üblich, die Worte des Incipit des Textes: „‚Lobt Gott für all seine Geschöpfe‘. Dies war die Aufforderung, die der heilige Franz von Assisi mit seinem Leben, seinen Liedern, seinen Taten zum Ausdruck brachte.“ Der als Zitat des Heiligen gekennzeichnete Satz ist nicht wörtlich in den Schriften des heiligen Franziskus zu finden, sondern fasst als Paraphrase dessen Lebensbotschaft zusammen. Die Umweltenzyklika von Papst Franziskus, Laudato si’, hatte mit einem wörtlichen Zitat von Franz von Assisi begonnen.
Der Papst erläutert die Wahl des Titels am Ende seines Schreibens: „‚Lobt Gott‘ ist der Name dieses Schreibens. Denn ein Mensch, der sich anmaßt, sich an die Stelle Gottes zu setzen, wird zur schlimmsten Gefahr für sich selbst.“ (LD 73)
Gerichtet ist das Schreiben „an alle Menschen guten Willens“. Diese Adressierung hatte bereits Papst Johannes XXIII. in seiner Friedensenzyklika Pacem in terris (1963) gewählt.

## Inhalt
Der Papst ruft in seinem Schreiben zu zügigen und umfassenden Maßnahmen gegen die Klimakrise auf und spricht sich gegen die Klimawandelleugnung aus. Mit der Zeit sei Franziskus klar geworden, „dass wir nicht genügend reagieren, während die Welt, die uns umgibt, zerbröckelt und vielleicht vor einem tiefen Einschnitt steht.“ Deswegen habe er nach der Enzyklika Laudato si’ aus dem Jahr 2015, die sich schwerpunktmäßig mit dem Themenbereich Umwelt- und Klimaschutz beschäftigt, die neuerliche Schrift zum Thema verfasst.
Papst Franziskus richtet sich auch an Klimaleugner in der Kirche, wenn er schreibt: „Wie sehr man auch versuchen mag, sie zu leugnen, zu verstecken, zu verhehlen oder zu relativieren, die Anzeichen des Klimawandels sind da und treten immer deutlicher hervor. Niemand kann ignorieren, dass wir in den vergangenen Jahren Zeugen von extremen Phänomenen, häufigen Perioden ungewöhnlicher Hitze, Dürre und anderem Wehklagen der Erde geworden sind. ...  Es stimmt, dass nicht jede einzelne Katastrophe automatisch auf den globalen Klimawandel zurückgeführt werden kann. Es ist jedoch nachweisbar, dass bestimmte von der Menschheit verursachte Veränderungen des Klimas die Wahrscheinlichkeit immer häufigerer und intensiverer Extremereignisse deutlich erhöhen.“ (Laudate Deum Nr. 5)
Es dürfe nicht sein, dass das Thema verspottet und den Armen die Schuld dafür gegeben werde, „weil sie viele Kinder haben“. Bestimmte Personen würden ferner behaupten, dass die Eindämmung des Klimawandels zu einem Verlust von Arbeitsplätzen führen würde. Der Fortschritt zur Einhegung der Klimakrise sei viel zu gering.

### Aufbau und Struktur
Einer Einleitung (Nr. 1–4) folgen sechs Kapitel:
1. Die globale Klimakrise (5–19)
Widerstand und Verwirrung
Die menschlichen Ursachen
Schäden und Risiken
2. Das wachsende technokratische Paradigma (20–33)
Unseren Umgang mit der Macht überdenken
Der ethische Stachel
3. Die Schwäche der internationalen Politik (34–43)
Den Multilateralismus neu gestalten
4. Die Klimakonferenzen: Fortschritte und Misserfolge (44–52)
5. Was ist von der COP28 in Dubai zu erwarten? (53–60)
6. Geistliche Beweggründe (61–73)
Im Licht des Glaubens
Gemeinsam und engagiert unterwegs sein

## Vorstellung
Zur Vorstellung der Schrift wurde eine Pressekonferenz unter dem Titel Laudate Deum – Stimmen und Zeugnisse zur Klimakrise abgehalten. Als Gäste waren Giorgio Parisi (Nobelpreisträger der Physik), Carlo Petrini (Gründer der Slow-Food-Bewegung) und Luisa Neubauer (von Fridays for Future) geladen, die sich jeweils mit einem Redebeitrag einbringen durften. Neubauer rief die Kirche auf der Veranstaltung dazu auf, zu einer „wahren Verbündeten“ der Klimabewegung zu werden. Wenn der Papst in der katholischen Kirche zu einem Kulturwandel aufrufe, „dann könne dies auch jeder andere in seinem Bereich tun“.